# Mas del Pei
El Mas del Pei és una masia de Reus (Baix Camp) situada a la partida de la Grassa, entre la riera de la Quadra, a partir de la qual s'hi accedeix per sota de la C-14, més avall de la carretera de Sant Ramon, on també hi ha un camí d'accés, i el terme de Constantí, al nord de la via del tren a Barcelona. El trobem sota el Mas del Jordiet i damunt del Mas de Llobet. El nom del mas algun cop s'escriu Pey. També se'n diu Mas del Trullols.

## Descripció
El mas és una construcció de planta gran, rectangular, i de volum senzill, amb un cos central de tres plantes d'alçada, coberta amb terrat i badalot, i dos cossos laterals de dues plantes d'alçada. L'un amb coberta plana l'altra amb terrat. La façana principal del conjunt, està composta per eixos de simetria verticals, que ordenen les finestres i portes, repetitives i de format gairebé quadrat. L'arrebossat emblanquinat de les façanes unifica tot el conjunt.